# Miłocice (gmina)
Miłocice – dawna gmina wiejska istniejąca w latach 1945–1954 w woj. wrocławskim (dzisiejsze woj. dolnośląskie). Siedzibą władz gminy były Miłocice.
Gmina Miłocice powstała po II wojnie światowej na terenie tzw. Ziem Odzyskanych (tzw. II okręg administracyjny – Dolny Śląsk). 28 czerwca 1946 gmina – jako jednostka administracyjna powiatu oleśnickiego – weszła w skład nowo utworzonego woj. wrocławskiego.
Według stanu z 1 lipca 1952 gmina składała się z 17 gromad: Barucice, Barzyna, Brzozowiec, Kruszowice, Ligota Książęca, Lubska, Mikowice, Miłocice, Miłocice Małe, Młokicie, Paczków, Pielgrzymowice, Posadowice, Przeczów, Radzieszyn, Sątok i Żabiak. Gmina została zniesiona 29 września 1954 wraz z reformą wprowadzającą gromady w miejsce gmin. 
1 stycznia 1955 część obszaru zlikwidowanej gminy włączona została do powiatu namysłowskiego - dotyczyło to Barzyny, Brzozowca, Krasowic, Ligoty Książęcej, Lubskiej, Mikowic, Pielgrzymowic, Przeczowa i Żabiaka. 
Jednostki nie przywrócono 1 stycznia 1973 wraz z kolejną reformą reaktywującą gminy. Współcześnie tworzące ją niegdyś miejscowości znajdują się w powiatach namysłowskim, oleśnickim i oławskim.